# Good-enough-Prinzip
Das Good-enough-Prinzip ist ein Prinzip zur Formulierung von Hypothesen bei statistischen Tests. Es findet beispielsweise in der empirischen Sozialforschung Anwendung.

## Verwendungsgrund
Klassische Hypothesentests haben bei einer sehr großen Stichprobe oft das Problem, dass die Nullhypothese mit hoher Wahrscheinlichkeit verworfen wird. Der Grund ist, dass sich zwei Grundgesamtheiten nur äußerst selten völlig gleichen, um eine (punktförmig formulierte) Nullhypothese verwerfen zu können.
Im praktischen Sinne ist es auch oftmals ohne Belang, ob sich zum Beispiel die Intelligenzquotienten von zwei vielköpfigen Untersuchungspopulationen um lediglich einen viertel IQ-Punkt unterscheiden oder gar nicht.
Die vorangegangene Motivation, punktförmige Nullhypothesen nicht zu verwenden, da sie häufig abgelehnt würden, lässt sich prinzipiell erweitern auf die statistische Überprüfung von Alternativhypothesen: Es wird kaum eine Alternativhypothese geben, die den Charakter eines diskreten / einzelnen statistischen Kennwertes hat, der durch einen klassischen Signifikanztest exakt bestätigt würde.
Daher legt man im Rahmen des Good-enough-Prinzips häufig eine Null- oder Alternativhypothese als sogenannte Bereichshypothese fest, die als angenommen gilt, wenn der im empirischen Versuch ermittelte Kennwert in eben ihren Bereich (ein Intervall im Gegensatz zur Punktförmigkeit) fällt.
Das Good-enough-Prinzip erbringt durch die Akzeptanz von Versuchsergebnisbereichen statt der Akzeptanz von lediglich exakten Versuchsergebnissen somit die beiden Leistungen:
- wissenschaftlich belanglose Gruppenunterschiede nicht als signifikant darzustellen und somit überzuinterpretieren.
- Versuchsergebnisse als „die Null- beziehungsweise Alternativhypothese wurde bestätigt“ zu interpretieren, wenn das Experiment vom Ergebnis her in einen vorab festgelegten Bereich um die Alternativhypothese fällt.